# آنتون سوین مک‌کی
آنتون سوین مک‌کی (انگلیسی: Anton Sveinn McKee؛ زادهٔ ۱۸ دسامبر ۱۹۹۳) ورزشکار ورزش شنا اهل ایسلند است.
وی در مسابقات کشوری و بین‌المللی در مجموع برندهٔ ۶ مدال طلا، ۶ مدال نقره و ۱ مدال برنز شده‌است.